# Båg Herred
Båg Herred var et herred i Odense Amt. Herredet hørte oprindeligt under det tidligere Hagenskov Len. Fra 1662 til Assens Amt (Hagenskov Amt), indtil det ved reformen af 1793 blev en del af Odense Amt.
I herredet ligger følgende sogne:
- Assens Sogn
- Barløse Sogn
- Bågø Sogn
- Dreslette Sogn
- Flemløse Sogn
- Gamtofte Sogn
- Helnæs Sogn
- Holevad Sogn
- Hårby Sogn
- Kerte Sogn
- Kærum Sogn
- Køng Sogn
- Orte Sogn
- Sandager Sogn
- Skydebjerg Sogn
- Søby Sogn
- Søllested Sogn
- Sønderby Sogn
- Tanderup Sogn
- Turup Sogn
- Vedtofte Sogn
- Ørsted Sogn
- Årup Sogn